# Borsa Italiana
Borsa Italiana S.p.A., có trụ sở tại Milano, sàn giao dịch chứng khoán duy nhất của Italia. Nó quản lý và tổ chức thị trường trong nước, quy định thủ tục nhập học và niêm yết các công ty và trung gian và giám sát công bố thông tin cho các công ty niêm yết.
Sau khi tư nhân hóa trao đổi vào năm 1997, Công ty được thành lập và có hiệu lực kể từ ngày 2 tháng 1 năm 1998. Nó hiện là công ty con của Tập đoàn giao dịch chứng khoán Luân Đôn plc kể từ ngày 23 tháng 6 năm 2007.
Năm 2015, tổng vốn hóa cho công ty niêm yết trên Borsa Italiana trị giá 567,2 tỷ euro, chiếm 34,8% GDP Ý.
Borsa Italiana còn được gọi một cách không chính thức là Quảng trường Affari ("Quảng trường doanh nghiệp"), sau quảng trường thành phố Milan nơi đặt trụ sở của nó (tòa nhà Palazzo Mezzanotte).
Borsa Italiana do Andrea Sironi làm chủ tịch trong khi Raffaele Jerusalmi làm CEO. Hơn nữa, hai thành viên của Hội đồng quản trị của Tập đoàn giao dịch chứng khoán Luân Đôn.
Giao dịch chính xác tại Borsa Italiana được kiểm soát bởi cơ quan thống kê của Bộ Tài chính Ủy ban Nazionale per le Società e la Borsa (CO.N.SO.B.) có trụ sở tại Rome.

## Lịch sử
Borsa di commercio di Milano (Sở giao dịch chứng khoán Milan) được thành lập bởi Eugène de Beauharnais, cha đẻ của Napoleon, thông qua các nghị định ngày 16 tháng 1 và 6 tháng 2 năm 1808. Nó hoạt động thuộc sở hữu công cộng cho đến năm 1998, khi nó được tư nhân hóa.
Ở Ý cho đến năm 1997, các sàn giao dịch chứng khoán nhỏ hơn cũng có trụ sở tại một số thành phố của Ý như Torino, Trieste, Venice, Genova, Florence, Bologna, Rome, Naples và Palermo. Năm 1991, các sàn giao dịch điện tử đã được phê duyệt và năm 1994, thị trường với grida (A, B, C) đã bị bãi bỏ. Ở Milan cũng có tỷ giá hối đoái cố định và hàng hóa cố định.
Vào ngày 1 tháng 10 năm 2007, Borsa Italiana đã được sáp nhập với Sở giao dịch chứng khoán Luân Đôn trong một vụ tiếp quản toàn bộ cổ phần, do đó trở thành một phần của Tập đoàn giao dịch chứng khoán London. Vào tháng 3 năm 2016, Tập đoàn giao dịch chứng khoán Luân Đôn đã công bố thỏa thuận hợp nhất trong một thỏa thuận chứng khoán với Deutsche Borse.

## Hoạt động
Borsa Italiana hoạt động như một công ty quản lý thị trường hoạt động với sự tự chủ và linh hoạt. Nó tổ chức và quản lý thị trường chứng khoán trong nước cùng với các nhà môi giới Ý và quốc tế thông qua hệ thống giao dịch điện tử hoàn toàn. Trong số các nhiệm vụ hàng đầu của mình, Borsa Italiana giám sát các công ty niêm yết, xác định các quy tắc nhập học và niêm yết và giám sát các hoạt động giao dịch.

## Giờ giao dịch
Sàn giao dịch có các phiên giao dịch trước thị trường từ 08:00 đến 09:00, các phiên giao dịch bình thường từ 09:00 đến 17:30 và các phiên sau thị trường từ 18:00 đến 20:30 vào tất cả các ngày trong tuần trừ thứ Bảy, Chủ nhật và ngày lễ được Sở giao dịch tuyên bố trước.

## Thị trường
Các thị trường giao dịch chính của Borsa Italiana là:
- MTA, thị trường vốn cổ phần hàng đầu, dành cho các công ty cỡ vừa và lớn. Nó bao gồm hai phân khúc: STAR, dành cho các công ty cỡ trung bình và MTA International, trong đó cổ phiếu từ các công ty phát hành không phải của Ý đã được niêm yết trên các thị trường châu Âu khác được giao dịch;[14]
- AIM Italia, trong đó thu thập cổ phiếu của các công ty tăng trưởng vừa và nhỏ;[15]
- MIV (Thị trường cho phương tiện đầu tư), trên đó các nhà đầu tư bán lẻ và chuyên nghiệp hoạt động trên các phương tiện đầu tư có tầm nhìn chiến lược xác định;[16]

Borsa Italiana cũng bao gồm các thị trường phái sinh (IDEM), ETF (ETFPlus) và trái phiếu (MOT).

## Các chí số
Borsa Italiana's main indices are:
- FTSE Italia All Share
- FTSE MIB, một chỉ số trọng số vốn hóa của 40 trong số các công ty lớn nhất được chọn để đại diện cho 10 lĩnh vực kinh tế, được tạo ra trong năm 2009[20]
- FTSE Italia Mid Cap
- FTSE Italia Small Cap